# Елейська школа
Еле́йська шко́ла — давньогрецька філософська школа, що виникла в місті Елея на півдні Італії у 6-7 століттях до н. е. Головними її представниками були Ксенофан, Парменід, Зенон Елейський, Мелісс Самоський, Горгій.
На відміну від мілетської та піфагорійської традицій розглядати дійсність як узгодження, єднання протилежностей, елеати аргументовано критикують усі вчення, де визнається рухома, мінлива першооснова речей. Елеати обґрунтовують поняття про незмінну сутність істинного буття, ганебність усіх помітних змін та відношень між речами, бо в іншому випадку будь-яке вчення про ту чи іншу річ стає простою марою, жодне знання не є опорою ані в теорії, ані в практичному житті.
Елейська школа вперше розрізнила мислення (і мислиме буття) та чуттєві дані (і буття, що сприймається чуттєво), виділила буття як поняття про реальність. Завдяки цьому вперше був здійснений поділ між поняттям і тим, що воно позначає, поняття стає окремим предметом дослідження. Елеати змогли сформулювати поняття єдності, єдиного буття як неперервного, незмінного, неподільного цілого, однаково присутнього в усіх елементах чуттєво даної дійсності.
Поняття «буття» стало одним з головних для класифікації відомої реальності, для побудови перших логічно обґрунтованих систем знання за принципом поєднання відомих уявлень у висловлювання, які не суперечать одне одному. Здійснені перші спроби аналізу понять, що використовувалися філософами, призвели до відкриття феномену обмеженості, суперечливості понять. Так, відомі апорії Зенона засвідчили, що поняття «єдине — множинне», «обмежене — необмежене» та інші неспроможні відобразити дійсність, яку за своїми визначеннями вони повинні відображати. Завдяки цьому відкриттю постала проблема створення нових понять, придатніших для пізнання Космосу. Передусім — це проблема відображення засобами логіки зміни, руху, процесів.